# Ремус Люпин
Ремус Джон Люпин (англ. Remus John Lupin) — він же Муні з четвірки мародерів — персонаж книг Джоан Ролінґ про Гаррі Поттера.

## Походження імені
Lupin — латинською — вовчий (натяк на те, що персонаж — вовкулака). Ім'я Ремус є посиланням на історію Ромула і Рема, яких вигодувала вовчиця.

## Зовнішність
Ремус Люпин — молодий чоловік, проте у його волоссі пробивається сивина (у кожній подальшій книжці дедалі більше). На його обличчі багато шрамів. Він виснажений і хворобливий на вигляд. Носить стару поношену латану-перелатану мантію.

## Біографія
Народився 10 березня 1960 року. У ранньому дитинстві його вкусив вовкулака (Фенрір Ґрейбек). Через це не міг навчатися у Гоґвортсі. Проте Албус Дамблдор допоміг хлопцеві, узяв на себе відповідальність за його дії в школі. Ремус вступив до Гоґвортсу у 1971 році та потрапив у гуртожиток Ґрифіндор. Коли місяць ставав повним, він ховався у Верескливій Хатинці (через постійні крики в ній мешканці селища Гоґсмід, розташованого біля Хатинки, вважали, що там живуть привиди). Біля входу до Хатинки посадили Войовничу Вербу (щоб ніхто не дізнався про таємницю Люпина).
Проявив себе як здібний учень.
У школі знайшов справжніх друзів: Джеймса Поттера, Сіріуса Блека та Пітера Петіґру. Четвірка постійно весело проводила час, не нехтуючи порушенням шкільних правил. Вони називали себе мародерами та відкрили безліч таємниць Гоґвортсу. Друзі дізналися про те, що їх товариш вовкулака, і щоб не лишати його на самоті кожного місяця, навчилися перетворюватися на тварин (стали незареєстрованими анімагами).
Для того, щоб хоч якось стримувати бешкетників, Дамблдор на останньому році навчання призначив Люпина старостою. Проте план Албуса не здійснився, тому що Ремус не спиняв Поттера і Блека у їх витівках.
Люпин разом із друзями вступив до Ордена Фенікса та ревно служив організації весь час її існування. Він був вдячний Дамблдорові за те, що той прийняв його до школи, що також сприяло цьому.
Коли Волдеморт шукав Поттерів, Сіріус Блек запідозрював Люпина у зраді. Проте це виявилося хибним — Люпин до останнього залишався вірним друзям.
Пізніше Люпинові було складно знайти роботу через те, що він вовкулака. І знову йому допоміг Дамблдор — узявши його на роботу в Гоґвортс — на посаду викладача захисту від темних мистецтв. Контролювати себе під час повного місяця йому допомагав Северус Снейп, що варив для нього спеціальні настійки. Навіть попри те, що Люпин не проводив кілька уроків кожного місяця, він став одним з найкращих педагогів, що навчали Гаррі Поттера — зокрема, саме він навчив Поттера використовувати патронуса.
Проте наприкінці навчального року Северус Снейп заради помсти розповів батькам учнів Гоґвортсу, що викладач їх дітей — вовкулака. Через це Люпин звільнився за власним бажанням.
Одружився із Німфадорою Тонкс, що народила сина (Тед Люпин). Деякий час після весілля Люпин відчував себе винним перед Тонкс, оскільки в магічному суспільстві упереджено ставилися до тих, хто мав за родичів вовкулак, і уникав її. Гаррі зрештою переконав його, що він повинен бути поруч зі своїми рідними перш за все. Проте цьому завадила битва за Гоґвортс у травні 1998 року, у якій загинули й Німфадора Тонкс, і сам Ремус Люпин (були вбиті магом російського походження Антоніном Долоховим).

## Кіновтілення
У фільмах Ремуса Люпина грає британський актор Девід Тьюліс. У фільмі «Гаррі Поттер і Орден Фенікса» молодого Ремуса зіграв Джеймс Утечін.